# Karszt- és Barlangkutatás

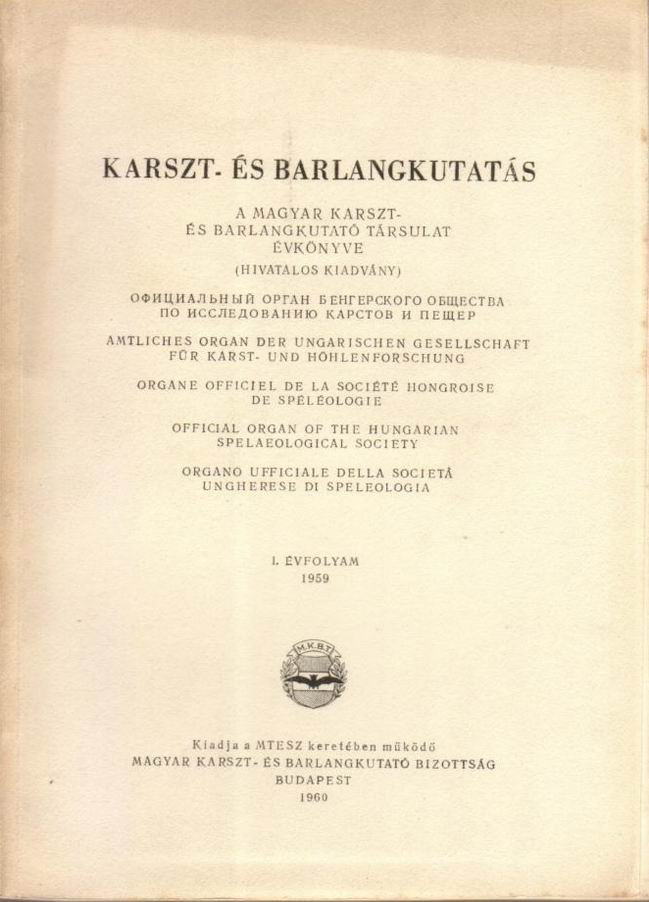
A Karszt- és Barlangkutatás évkönyv borítója (1959. I. évfolyam)

A Karszt- és Barlangkutatás a Magyar Karszt- és Barlangkutató Társulat évkönyve. Az évkönyv kifejezetten nemzetközi szintű, nagyobb terjedelmű szakcikkeket és a „Bibliographia spelaeologica hungarica”-t közli, kezdetben magyar és idegen nyelveken (angol, német, francia), később kizárólag idegen nyelveken, magyar kivonattal, B/5 formátumban. Kivéve a legutolsó, immár 15 évet névlegesen összevonó száma (A/5 formátum), amely már teljesen magyar nyelvű (idegen nyelvű összefoglalókkal).

## Története
A MTESZ mellett működő Magyar Karszt- és Barlangkutató Bizottság, 1959-es évszámjelöléssel, 1960-ban adta ki a Magyar Karszt- és Barlangkutató Társulat első évkönyvét, amelynek eddig 10 évfolyama jelent meg (1972-től az MKBT adja ki, miután megszűnt az MKBB). Az 1975-ben bekövetkezett, a „Karszt- és Barlangkutatási Tájékoztató”-t megszüntető rendelkezések nyomán a Karszt- és Barlangkutatás címe mellől is eltűnt az évkönyv megjelölés (miután minden évben nem jelent meg). Következő száma a döntés szerint a magyarországi nem-karbonátos kőzetek barlangjait ismerteti majd.

## Adatai
- I. évfolyam, 1959. Kiadva: 1960. Főszerk.: Dudich Endre. Szerk.: Bertalan Károly.
- II. évfolyam, 1960. Kiadva: 1962. Főszerk.: Dudich Endre. Szerk.: Bertalan Károly.
- III. évfolyam, 1961. Kiadva: 1962. Főszerk.: Dudich Endre. Szerk.: Bertalan Károly.
- IV. évfolyam, 1962. Kiadva: 1965. Főszerk.: Dudich Endre. Szerk.: Bertalan Károly.
- V. évfolyam, 1963–1967. Kiadva: 1968. Főszerk.: Láng Sándor. Szerk.: Kessler Hubert.
- VI. évfolyam, 1968–1971. Kiadva: 1971. Főszerk.: Láng Sándor. Szerk.: Kessler Hubert.
- VII. évfolyam, 1972. Kiadva: 1973. Főszerk.: Láng Sándor. Szerk.: Kessler Hubert.
- VIII. kötet, 1973–1974. Kiadva: 1976. Főszerk.: Láng Sándor. Szerk.: Maucha László.
- IX. kötet, 1975–1980. Kiadva: 1980. Főszerk.: Láng Sándor. Szerk.: Maucha László.
- X. évfolyam, 1981–1995. Kiadva: 1995. Főszerk.: nincs. Szerk.: Maucha László.

## Online elérhetőség
- Magyar Elektronikus Könyvtár Elektronikus Periodika Archívum